# Cursillos de Cristiandad
Les Cursillos de cristiandad, aussi appelés Cursillo, en espagnol : petits cours de Christianisme[Interprétation personnelle ?], est un mouvement de laïcs de l'Église catholique romaine ayant pour finalité l’approfondissement de la foi et la formation chrétienne. Ce mouvement s’est ensuite propagé à d’autres confessions chrétiennes ;  il a été fondé en Espagne en 1944 par Eduardo Bonnin.
Les membres sont introduits par une formation initiale d'un week-end de trois jours et de rencontres ultérieures des anciens participants.

## Historique[1]
Avant la guerre civile espagnole, l'action catholique préparait ceux qui souhaitaient partir en pèlerinage à Compostelle par des cours de préparation a quoi?. À Majorque en 1944, un laïc de 28 ans, Eduardo Bonnin, avec l'appui de son évêque, en a repris le principe et une partie des méthodes dans le but non plus de préparer un pèlerinage, mais de permettre un changement spirituel profond dans la vie de laïcs particulièrement prédisposés à devenir animateurs ou leaders dans leur communauté paroissiale locale. À la suite du week-end initial lequel?, les participants étaient invités à se retrouver régulièrement pour approfondir leur foi à travers le tripode: prière, étude et action.
Dès 1949, l'évêque de l'Île lequelMgr Juan Hervas, prenant note du dynamisme du mouvement, s'appliqua à faire reconnaître par la hiérarchie catholique et diffuser dans les autres diocèses espagnols les cursillos.
En 1957, le mouvement s'est propagé en Amérique du Nord, lorsque le premier « cursillo » a eu lieu à Waco, au Texas. Depuis les États-Unis les cursillos se sont propagés dans d'autres confessions chrétiennes notamment Anglicans et Épiscopaliens qui l'ont adopté intégralement, mais aussi Méthodistes, Presbytériens et Luthériens, qui en ont modifié certains aspects et donné d'autres noms.
En 1980, le Mouvement des Cursillos a établi un bureau international à Clayfield, Queensland, Australie, l'OMCC (Organismo Mundial de Cursillos de Cristiandad).

## Présence mondiale[3]
Aujourd'hui, le mouvement Cursillo est un mouvement mondial avec des centres dans presque tous les pays du Sud et pays d'Amérique centrale, les États-Unis, Canada, Mexique, Argentine, Chili, Brésil, Porto Rico, la Grande-Bretagne, Irlande, France, Espagne, Portugal, Italie, Allemagne, Autriche, Australie, Japon, Corée, Taiwan, les Philippines, Sri Lanka et dans plusieurs pays africains. Le mouvement est reconnu par le pape en tant que membre de l'Organisation Internationale Catholique du Conseil Pontifical pour les Laïcs à Rome.
Selon certaines estimations (qui?), 45 millions de personnes auraient déjà participé au week-end initial de formation.
L'influence indirecte des cursillos est aussi à noter dans les mouvements charismatiques protestant, catholiques et le chemin néocatéchuménal, leurs fondateurs étant d'anciens membres des cursillos (cf : liste des anciens membres plus bas)

## Quelques anciens membres
- Évêques catholiques
  - Agustín García-Gasco (cardinal de Valence)
  - Jesús Antonio Lerma Nolasco (es) (évêque auxiliaire de Mexico)
  - Zacarías de Vizcarra (es) (ancien évêque basque)
- Laïc catholique
  - Kiko Argüello
- Fondateurs catholiques du renouveau charismatique aux États-Unis
  - Ralph Keiter et Patrick Bourgois[4]

## Mouvements laïcs reliés
- Via de Cristo
- Marche vers Emmaüs (le cursillo protestant)
- Chrysalis (mouvement jeunesse de la Marche vers Emmaüs)
- Kairos (ministère des prisons)
- Alarga (pour les personnes handicapées)
- Tres Días